# 鄭伊琪
鄭伊琪（藝名浩南，1993年6月25日—）是香港女藝人。現時為MakerVille合約藝人。

## 簡歷
鄭伊琪於2010年已經出道從事模特兒的工作。
她在2015年獲第49屆工展會《工展小姐選舉》季軍；並在2021年成為ViuTV《最後一屆口罩小姐選舉》冠軍兼「服裝與口罩配搭獎」得主。鄭伊琪參選時的綽號為「浩南」，因為本名與鄭伊健非常相似。
2024年1月，鄭伊琪突然宣佈已婚兼懷孕。

## 演出作品

### 電視節目（ViuTV）
- 2021年：《最後一屆口罩小姐選舉》參賽者
- 2021-22年：《囝囝女女730》主持
- 2021年：《戀講嘢》主持
- 2021年：《辣王傳》主持
- 2021年：《ViuTV 2022》演出
- 2021年：《蟲前有10個女仔》主持
- 2021年：《神的女主角》主持
- 2022年：《玩X爆香港地》主持
- 2022年：《地獄廚神是我媽》主持
- 2022年：《今餐有料到》主持
- 2022年：《小食上大檯》主持
- 2022年：《尾二一屆口罩小姐選舉》主持
- 2022年：《繩角》飾 Pinky
- 2023年：《日本，你真識食？》主持
- 2023年：《準時開飯》主持
- 2023年：《再出發吧！山手線》主持
- 2023年：《偏食細路鬥大廚》主持

### 電影
- 2022年：《猛鬼3寶》

## 外部連結
- 鄭伊琪的Instagram帳戶
- 鄭伊琪的Facebook專頁